# Star Wars: Tales of the Jedi
Star Wars: Tales of the Jedi is een Amerikaanse anthologieserie gebaseerd op de personages uit het Star Wars universum, geproduceerd door Lucasfilm en gedistribueerd door Walt Disney Motion Pictures, bestaande uit zes verschillende korte verhalen.
De serie is geregisseerd door Saul Ruiz, Charles Murray en Nathaniel Villanueva, en verscheen op de streamingdienst Disney+. De serie speelt zich af in het Star Wars universum, en is gemaakt in dezelfde animatiestijl als Star Wars: The Clone Wars, Star Wars Rebels en Star Wars: The Bad Batch. De televisieserie bestaat uit zes korte verhalen over de Star Wars personages Dooku en Ahsoka Tano, ingesproken door Corey Burton en Ashley Eckstein. De korte verhalen spelen zich af tussen de tijd voor Star Wars: Episode I - The Phantom Menace en een korte tijd na Star Wars: Episode III - Revenge of the Sith.
De televisieserie verscheen op 26 oktober 2022 op Disney+. Een opvolger van de serie kwam uit op 4 mei 2024 genaamd Star Wars: Tales of the Empire.

## Rolverdeling
| Personage            | Engelse stem                          | Nederlandse stem               |
| -------------------- | ------------------------------------- | ------------------------------ |
| Count Dooku          | Corey Burton                          | Frans Limburg                  |
| Ahsoka Tano          | Ashley Eckstein                       | Fleur van de Water             |
| Captain Rex          | Dee Bradley Baker                     | Jim de Groot                   |
| Darth Sidious        | Ian McDiarmid                         | Simon Zwiers                   |
| Yaddle               | Bryce Dallas Howard                   | Edna Kalb                      |
| Mace Windu           | Terrence "T.C." Carson                | Marcel Jonker                  |
| Pav-ti               | Janina Gavankar                       | Jeannine La Rose               |
| Gantika              | Toks Olagundoye                       | Ingrid Simons                  |
| Anakin Skywalker     | Matt Lanter                           | Pim Veth                       |
| Qui-Gon Jinn         | Liam Neeson Micheál Richardson (jong) | Finn Poncin Roel Dirven (jong) |
| Bail Organa          | Phil LaMarr                           | Wiebe-Pier Cnossen             |
| Senator Dagonet      | Mark Rolston                          | Marcel Jonker                  |
| Zoon van de senator  | Josh Keaton                           | Jip Bartels                    |
| Senator Larik        | Theo Rossi                            | Trevor Reekers                 |
| Inquisitor           | Clancy Brown                          | Marcel Jonker                  |
| Obi-Wan Kenobi       | James Arnold Taylor                   | Edward Reekers                 |
| Ki-Adi-Mundi         | Brian George                          | Jan Elbertse                   |
| Jocasta Nu           | Flo Di Re                             | Hetty Heyting                  |
| Nak-il               | Sunil Malhotra                        | Nigel Brown                    |
| Semage               | Terrell Tilford                       | Kevin Hassing                  |
| Hanel                | Andrew Kishino                        | Jonathan Demoor                |
| Dorpsbewoner zuster  | Dana Davis                            | Laura Osinga                   |
| Dorpsbewoner broeder | Bryton James                          | Daan Van Dalen                 |
| Dorpsoudste          | Vanessa Marshall                      | Marloes van den Heuvel         |
| Oude Man             | David Shaughnessy                     | Reinder van der Naalt          |
| Dorpsbewoner         | Noshir Dalal                          | Juliann Ubbergen               |
| Jedi Tempel Stem     | Meg Marchand                          |                                |

 De Nederlandse nasynchronisatie is geregisseerd door Dimitri Stolk en vertaald door Hein Gerrits.

De personages Yoda, Plo Koon, Tera Sinube, Saesee Tiin, Caleb Dume,  Depa Billaba en Mon Mothma verschijnen in niet sprekenede rollen.

## Afleveringen
| Nr. | Titel                                         | Regisseur            | Schrijver(s)                  | Releasedatum    |
| --- | --------------------------------------------- | -------------------- | ----------------------------- | --------------- |
| 1   | Life and Death / Leven en dood                | Nathaniel Villanueva | Dave Filoni                   | 26 oktober 2022 |
| 2   | Justice / Gerechtigheid                       | Saul Ruiz            | Dave Filoni                   | 26 oktober 2022 |
| 3   | Choices / Keuzes                              | Charles Murray       | Charles Murray en Élan Murray | 26 oktober 2022 |
| 4   | The Sith Lord / De Sith Lord                  | Saul Ruiz            | Dave Filoni                   | 26 oktober 2022 |
| 5   | Practice Makes Perfect / Oefening baart kunst | Saul Ruiz            | Dave Filoni                   | 26 oktober 2022 |
| 6   | Resolve / Naspel                              | Saul Ruiz            | Dave Filoni                   | 26 oktober 2022 |